# 유승 (청하애왕)
청하애왕 유승(淸河哀王 劉乘, ? ~ 기원전 136년)은 중국 전한의 황족 · 제후왕으로, 첫 청하왕이다. 전한 경제와 왕부인의 아들이다.
경제 중3년(기원전 147년)에 새로 만들어진 청하국에 봉해졌다. 재위 12년 만에 죽었고, 아들이 없어 청하국은 폐지되고 조정의 관할 아래에 들어가 청하군이 되었다.